# Anilocra gigantea
Anilocra gigantea là một loài chân đều trong họ Cymothoidae. Loài này được Herklots miêu tả khoa học năm 1870.